# Goniothalamus fulvus
Goniothalamus fulvus este o specie de plante din genul Goniothalamus, familia Annonaceae, descrisă de Joseph Dalton Hooker și Thomas Thomson. Conform Catalogue of Life specia Goniothalamus fulvus nu are subspecii cunoscute.